# 兜合わせ

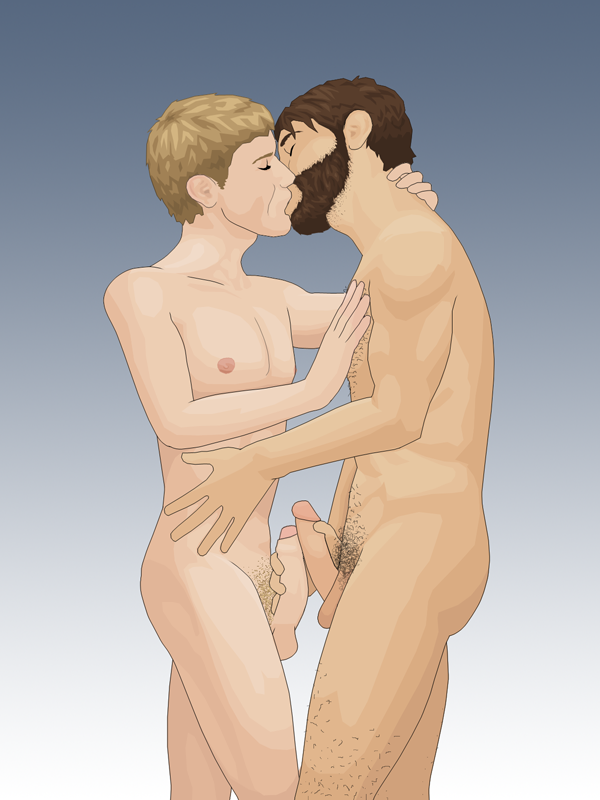
兜合わせの図

兜合わせ（かぶとあわせ）とは、男性同士の性行為の一種。対義語は貝合わせ。

## 概要
互いの陰茎を密着させ、刺激する行為。互いの陰茎をすり合わせたり、二本を掌で把握し一緒に摩擦するなどの刺激を加える。互いに陰茎をあて、擦り付け合う。剣道において竹刀を当てあう「兜合わせ」が語源である。
英語ではFrotと書かれ、アナルセックスの実践を軽蔑したゲイの活動家によって普及した 。
性器内部への接触が無いため、HIV / AIDSの感染リスクを最小限に抑えるという性行為であるという利点がある。しかし、HPVや陰シラミなどの皮膚経由で感染する性感染症のリスクを回避できず、双方とも自覚症状がなくても感染する可能性がある。
また、Cock Docking(あるいは単にDocking)と呼ばれる、男性器同士の結合方法も存在する。すなわち、包皮の余った男性の陰茎内に、別の男性が陰茎を挿入することである。

## 他の動物の行為
男性器同士をこすり合わせる行為は、人間以外のオスの動物でも確認されている。ボノボの間では、2人のオスが木の枝からぶら下がってペニスフェンシングを行い、兜合わせを行うことが頻繁にある。またこれは二匹のオスが正常位にいる場合でも起こる
。
非霊長類のオスの間において、兜合わせに似た男性器の擦り合わせは、キスと併せてオスのマナティーの間で観察されている。オスのバンドウイルカはしばしば生殖裂孔を擦り合わせることがあり、まれに肛門でも行われることがある。男性器の擦り合わせは、同性愛を広く行う哺乳類の間でも一般的である。